# Ectropis fraudulenta
Ectropis fraudulenta là một loài bướm đêm trong họ Geometridae.